# Santa Lucia di Serino
Santa Lucia di Serino – miejscowość i gmina we Włoszech, w regionie Kampania, w prowincji Avellino.
Według danych na 1 stycznia 2022 roku gminę zamieszkiwało 1396 osób (684 mężczyzn i 712 kobiet).